# Zeul mayaș al Porumbului

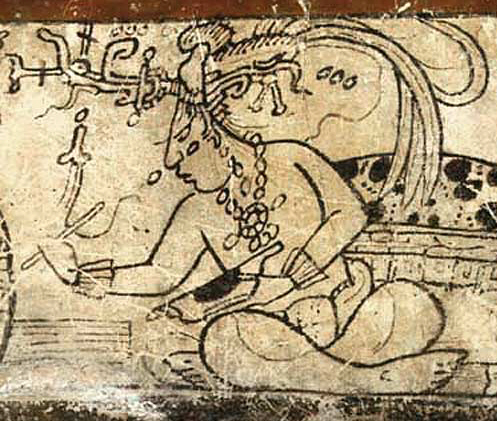
Zeul recoltei porumbului

Zeul Porumbului este figura centrală a universului religios mayaș. Același zeu se afla și la baza concepției asupra formelor corpului uman.
El este fiul lui Tlazolteotl și soțul lui Xochiquetzal.
Ca și alte popoare mezoamericane, mayașii tradiționali recunosc în cultura porumbului o forță vitală cu care se identifică puternic. Acest lucru este demonstrat în mod clar de tradițiile lor mitologice. Potrivit Popol Vuh, Eroii Gemeni au modificat porumbul după caracterul lor și omul însuși este creat din porumb. Descoperirea și deschiderea Muntelui Porumbului - locul unde sunt ascunse semințele de porumb - este încă una dintre cele mai populare povești mayașe. 
La azteci Zeul Porumbului era Cinteotl.